# Heusenstamm
Heusenstamm – miasto w Niemczech, w kraju związkowym Hesja, w rejencji Darmstadt, w powiecie Offenbach.

## Współpraca
Miejscowości partnerskie:
- Ladispoli, Włochy
- Malle, Belgia
- Saint-Savin, Francja
- Tonbridge, Wielka Brytania